# Isthmian League
Isthmian League là một giải bóng đá khu vực bao gồm London, Đông và Đông Nam nước Anh gồm các câu lạc bộ chủ yếu là bán chuyên nghiệp. Được tài trợ bởi Ryman. Do đó, giải đấu này còn được gọi là giải Ryman League. Isthmian League được thành lập năm 1905 bởi các câu lạc bộ nghiệp dư trong khu vực Luân Đôn, bao gồm 72 đội bóng chia làm ba hạng đấu, trong đó có một giải Premier Division và hai giải Division One North và South Division One. Giải đấu này ngang cấp bậc với Southern League and the Northern Premier League thuộc cấp độ 7 và cấp độ 8 trong Hệ thống các giải bóng đá ở Anh.
Cúp Isthmus League Cup được thành lập năm 1975 và có sự góp mặt của tất cả các đội ở giải Isthmus League. Từ năm 2007, Giải Isthmus League đã cho ra đời một giải đấu trẻ gọi là Giải Isthmian Youth League. Giải đấu này không chỉ giới hạn cho các thành viên của Isthmus League mà còn cho các đội bóng nghiệp dư khác.

## Lịch sử
Trước khi Isthmus League được thành lập, không có giải đấu bóng đá để các câu lạc bộ nghiệp dư tham dự. Do đó, một cuộc họp đã diễn ra giữa đại diện của các câu lạc bộ Casuals FC, Civil Service FC, Clapton FC, Hiệp hội bóng đá Ealing, Ilford FC và London Caledonians FC nhằm thảo luận đưa ra một giải đấu nghiệp dư. Tất cả các câu lạc bộ hưởng ứng và Giải Isthmus League ra đời vào ngày 08 tháng 3 năm 1905. Thành viên đến dự giải thông qua thư mời và các nhà vô địch thậm chí không nhận được một danh hiệu hay huy chương nào mà chỉ nhận được vinh dự sufficit. Giải đấu đã bắt đầu thừa nhận tính chuyên nghiệp trong những năm 1970. Một hạng đấu thứ hai với 16 câu lạc bộ được thành lập vào năm 1973 và một hạng đấu thứ ba sau năm 1977.

## Nhà tài trợ
Giải Isthmus League là giải đấu đầu tiên có tài trợ, đã được tài trợ bởi Công ty Rothman, bảo trợ cho giải đấu từ năm 1973 đến năm 1977. Công ty này cung cấp tiền thưởng cho các vị trí trong giải đấu nhưng số tiền đã khấu trừ đối với cầu thủ bị thẻ vàng. Như vậy số tiền đó khuyến khích khen thưởng cho đội ghi nhiều bàn thắng và đội chơi fair play. Các nhà tài trợ sau khi Rothman thôi không tài trợ nữa cho đến ngày nay đã có: Michael Lawrie (1977-1978), Berger (1978-1982), Servowarm (1982-1985), Vauxhall - Opel (1985-1990), Vauxhall (1990-1991), Diadora (1991-1995), ICIS (1995-1997) và Ryman (1997-nay).

## League Cup
Giải Isthmian League Cup được thành lập năm 1975 và chỉ dành cho các đội bóng ở giải Isthmian League.

## Youth League
Từ năm 2007, giải Isthmian League có một giải đấu dành cho các cầu thủ trẻ đó là giải Isthmian Youth League. Giải đấu này không chỉ giành riêng cho các đội ở Isthmian League.

## Các câu lạc bộ mùa giải 2015-2016
| Đội bóng                   |
| -------------------------- |
| Billericay Town            |
| Bognor Regis Town          |
| Brentwood Town             |
| Burgess Hill Town          |
| Canvey Island              |
| Dulwich Hamlet             |
| East Thurrock United       |
| Enfield Town               |
| Farnborough                |
| Grays Athletic             |
| Hampton & Richmond Borough |
| Harrow Borough             |
| Hendon                     |
| Kingstonian                |
| Leatherhead                |
| Leiston                    |
| Lewes                      |
| Merstham                   |
| Needham Market             |
| Metropolitan Police        |
| Staines Town               |
| Tonbridge Angels           |
| VCD Athletic               |
| Wingate & Finchley         |

| Team                  |
| --------------------- |
| A.F.C. Hornchurch     |
| AFC Sudbury           |
| Aveley                |
| Barkingside           |
| Brightlingsea Regent  |
| Bury Town             |
| Cheshunt              |
| Cray Wanderers        |
| Dereham Town          |
| Great Wakering Rovers |
| Haringey Borough      |
| Harlow Town           |
| Heybridge Swifts      |
| Maldon & Tiptree      |
| Phoenix Sports        |
| Redbridge             |
| Romford               |
| Soham Town Rangers    |
| Thamesmead Town       |
| Thurrock              |
| Tilbury               |
| Waltham Abbey         |
| Witham Town           |
| Wroxham               |

| Team                     |
| ------------------------ |
| Carshalton Athletic      |
| Chatham Town             |
| Chipstead                |
| Corinthian-Casuals       |
| Dorking Wanderers        |
| East Grinstead Town      |
| Faversham Town           |
| Folkestone Invicta       |
| Guernsey                 |
| Hastings United          |
| Herne Bay                |
| Hythe Town               |
| Molesey                  |
| Peacehaven & Telscombe   |
| Ramsgate                 |
| Sittingbourne            |
| South Park               |
| Three Bridges            |
| Tooting & Mitcham United |
| Walton & Hersham         |
| Walton Casuals           |
| Whitstable Town          |
| Whyteleafe               |
| Worthing                 |

## Câu lạc bộ vô địch Giải Isthmian League
| Mùa giải | Isthmian League                           |
| -------- | ----------------------------------------- |
| 1905–06  | London Caledonians                        |
| 1906–07  | Ilford                                    |
| 1907–08  | London Caledonians                        |
| 1908–09  | Bromley                                   |
| 1909–10  | Bromley                                   |
| 1910–11  | Clapton                                   |
| 1911–12  | London Caledonians                        |
| 1912–13  | London Caledonians                        |
| 1913–14  | London Caledonians                        |
| 1914–19  | Hoãn lại do Chiến tranh thế giới thứ nhất |
| 1919     | Leytonstone                               |
| 1919–20  | Dulwich Hamlet                            |
| 1920–21  | Ilford                                    |
| 1921–22  | Ilford                                    |
| 1922–23  | Clapton                                   |
| 1923–24  | St Albans City                            |
| 1924–25  | London Caledonians                        |
| 1925–26  | Dulwich Hamlet                            |
| 1926–27  | St Albans City                            |
| 1927–28  | St Albans City                            |
| 1928–29  | Nunhead                                   |
| 1929–30  | Nunhead                                   |
| 1930–31  | Wimbledon                                 |
| 1931–32  | Wimbledon                                 |
| 1932–33  | Dulwich Hamlet                            |
| 1933–34  | Kingstonian                               |
| 1934–35  | Wimbledon                                 |
| 1935–36  | Wimbledon                                 |
| 1936–37  | Kingstonian                               |
| 1937–38  | Leytonstone                               |
| 1938–39  | Leytonstone                               |
| 1939–45  | Hoãn lại do Chiến tranh thế giới thứ hai  |
| 1945–46  | Walthamstow Avenue                        |
| 1946–47  | Leytonstone                               |
| 1947–48  | Leytonstone                               |
| 1948–49  | Dulwich Hamlet                            |
| 1949–50  | Leytonstone                               |
| 1950–51  | Leytonstone                               |
| 1951–52  | Leytonstone                               |
| 1952–53  | Walthamstow Avenue                        |
| 1953–54  | Bromley                                   |
| 1954–55  | Walthamstow Avenue                        |
| 1955–56  | Wycombe Wanderers                         |
| 1956–57  | Wycombe Wanderers                         |
| 1957–58  | Tooting & Mitcham United                  |
| 1958–59  | Wimbledon                                 |
| 1959–60  | Tooting & Mitcham United                  |
| 1960–61  | Bromley                                   |
| 1961–62  | Wimbledon                                 |
| 1962–63  | Wimbledon                                 |
| 1963–64  | Wimbledon                                 |
| 1964–65  | Hendon                                    |
| 1965–66  | Leytonstone                               |
| 1966–67  | Sutton United                             |
| 1967–68  | Enfield                                   |
| 1968–69  | Enfield                                   |
| 1969–70  | Enfield                                   |
| 1970–71  | Wycombe Wanderers                         |
| 1971–72  | Wycombe Wanderers                         |
| 1972–73  | Hendon                                    |

Đối với các mùa giải 1973-1974, Hạng đấu thứ hai đã được bổ sung.
| Mùa giải | Hạng nhất         | Hạng hai     |
| -------- | ----------------- | ------------ |
| 1973–74  | Wycombe Wanderers | Dagenham     |
| 1974–75  | Wycombe Wanderers | Staines Town |
| 1975–76  | Enfield           | Tilbury      |
| 1976–77  | Enfield           | Boreham Wood |

Đối với các mùa giải 1977-78, Giải ngoại hạng đã được bổ sung.
| Season  | Ngoại hạng           | Hạng nhất          | Hạng hai         |
| ------- | -------------------- | ------------------ | ---------------- |
| 1977–78 | Enfield              | Dulwich Hamlet     | Epsom & Ewell    |
| 1978–79 | Barking              | Harrow Borough     | Farnborough Town |
| 1979–80 | Enfield              | Leytonstone/Ilford | Billericay Town  |
| 1980–81 | Slough Town          | Bishop's Stortford | Feltham          |
| 1981–82 | Leytonstone & Ilford | Wokingham Town     | Worthing         |
| 1982–83 | Wycombe Wanderers    | Worthing           | Clapton          |
| 1983–84 | Harrow Borough       | Windsor & Eton     | Basildon United  |

Đối với các mùa giải 1984-1985, hạng hai được tổ chức lại thành các vùng Bắc và Nam.
| Mùa giải | Ngoại hạng         | Hạng nhất          | Hạng hai miền Bắc | Hạng hai miền Nam |
| -------- | ------------------ | ------------------ | ----------------- | ----------------- |
| 1984–85  | Sutton United      | Farnborough Town   | Leyton Wingate    | Grays Athletic    |
| 1985–86  | Sutton United      | St Albans City     | Stevenage Borough | Southwick         |
| 1986–87  | Wycombe Wanderers  | Leytonstone/Ilford | Chesham United    | Woking            |
| 1987–88  | Yeovil Town        | Marlow             | Wivenhoe Town     | Chalfont St Peter |
| 1988–89  | Leytonstone/Ilford | Staines Town       | Harlow Town       | Dorking           |
| 1989–90  | Slough Town        | Wivenhoe Town      | Heybridge Swifts  | Yeading           |
| 1990–91  | Redbridge Forest   | Chesham United     | Stevenage Borough | Abingdon Town     |

Đối với các mùa giải 1991-92, các hạng hai trong khu vực đã được sáp nhập và giải hạng ba đã được bổ sung.
| Mùa giải  | Ngoại hạng             | Hạng nhất          | Hạng hai                 | Hạng ba              |
| --------- | ---------------------- | ------------------ | ------------------------ | -------------------- |
| 1991–92   | Woking                 | Stevenage Borough  | Purfleet                 | Edgware Town         |
| 1992–93   | Chesham United         | Hitchin Town       | Worthing                 | Aldershot Town       |
| 1993–94   | Stevenage Borough      | Bishop's Stortford | Newbury Town             | Bracknell Town       |
| 1994–95   | Enfield                | Boreham Wood       | Thame United             | Collier Row          |
| 1995–96   | Hayes                  | Oxford City        | Canvey Island            | Horsham              |
| 1996–97   | Yeovil Town            | Chesham United     | Collier Row & Romford    | Wealdstone           |
| 1997–98   | Kingstonian            | Aldershot Town     | Canvey Island            | Hemel Hempstead Town |
| 1998–99   | Sutton United          | Canvey Island      | Bedford Town             | Ford United          |
| 1999–2000 | Dagenham & Redbridge   | Croydon            | Hemel Hempstead Town     | East Thurrock United |
| 2000–01   | Farnborough Town       | Boreham Wood       | Tooting & Mitcham United | Arlesey Town         |
| 2001–02   | Gravesend & Northfleet | Ford United        | Lewes                    | Croydon Athletic     |

Vào cuối mùa giải 1994-95, Enfield đã bị từ chối chức vô địch. Đội Slough Town được thay thế bởi đội này đứng thứ nhì trên bảng xếp hạng
Đối với các mùa giải 2002-03, giải hạng nhất đã được tổ chức lại thành các khu vực miền Bắc và miền Nam; Giải hạng ba đã bị giải tán.
| Mùa giải | Ngoại hạng     | Hạng nhất miền Bắc | Hạng nhất miền Nam  | Hạng hai      |
| -------- | -------------- | ------------------ | ------------------- | ------------- |
| 2002–03  | Aldershot Town | Northwood          | Carshalton Athletic | Cheshunt      |
| 2003–04  | Canvey Island  | Yeading            | Lewes               | Leighton Town |

Đối với mùa giải 2004-05, Giải hạng nhất miền Bắc và miền Nam được sáp nhập thành Giải hạng nhất.
| Mùa giải | Ngoại hạng     | Hạng nhất     | Hạng hai |
| -------- | -------------- | ------------- | -------- |
| 2004–05  | Yeading        | AFC Wimbledon | Ilford   |
| 2005–06  | Braintree Town | Ramsgate      | Ware     |

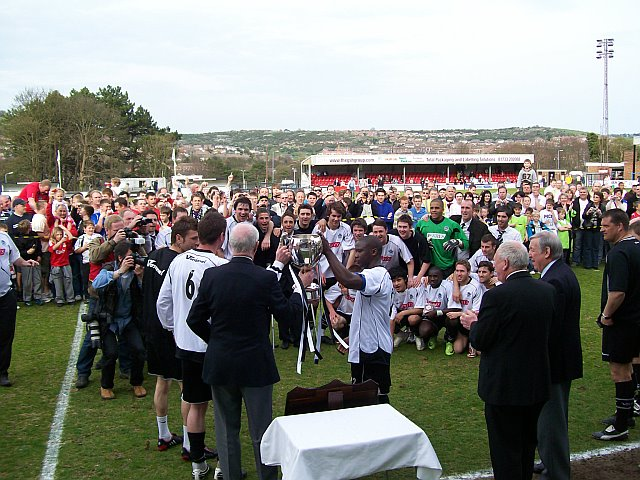
Dover Athletic FC nhận chiếc cúp Liên đoàn Isthmus Premier Division trong năm 2009

Đối với mùa giải 2006-07, giải hạng Nhất được tổ chức lại thành các vùng Bắc và Nam; Hạng hai đã bị giải tán.
| Season  | Premier Division           | Division One North   | Division One South     |
| ------- | -------------------------- | -------------------- | ---------------------- |
| 2006–07 | Hampton & Richmond Borough | AFC Hornchurch       | Maidstone United       |
| 2007–08 | Chelmsford City            | Dartford             | Dover Athletic         |
| 2008–09 | Dover Athletic             | Aveley               | Kingstonian            |
| 2009–10 | Dartford                   | Lowestoft Town       | Croydon Athletic       |
| 2010–11 | Sutton United              | East Thurrock United | Metropolitan Police    |
| 2011–12 | Billericay Town            | Leiston              | Whitehawk              |
| 2012–13 | Whitehawk                  | Grays Athletic       | Dulwich Hamlet         |
| 2013–14 | Wealdstone                 | VCD Athletic         | Peacehaven & Telscombe |
| 2014–15 | Maidstone United           | Needham Market       | Burgess Hill Town      |

### Đội vô địch League Cup
| - 1974–75: Tilbury - 1975–76: Slough Town - 1976–77: Hendon - 1977–78: Dagenham - 1978–79: Enfield - 1979–80: Enfield - 1980–81: Slough Town - 1981–82: Leytonstone-Ilford - 1982–83: Sutton United - 1983–84: Sutton United - 1984–85: Wycombe Wanderers - 1985–86: Sutton United - 1986–87: Bognor Regis Town - 1987–88: Yeovil Town | - 1988–89: Bishop's Stortford - 1989–90: Aveley - 1990–91: Woking - 1991–92: Grays Athletic - 1992–93: Marlow - 1993–94: Chertsey Town - 1994–95: Aylesbury United - 1995–96: Kingstonian - 1996–97: Boreham Wood - 1997–98: Sutton United - 1998–99: Aldershot Town - 1999–2000: Farnborough Town - 2000–01: Heybridge Swifts - 2001–02: Northwood | - 2002–03: Yeading - 2003–04: Thurrock - 2004–05: Slough Town - 2005–06: Fisher Athletic - 2006–07: Ashford Town - 2007–08: Ramsgate - 2008–09: Tilbury - 2009–10: Leatherhead - 2010–11: Wingate & Finchley - 2011–12: Bury Town - 2012–13: Concord Rangers - 2013–14: Maidstone United - 2014–15: Hendon |

## Liên kết khác
- Official website
- "The Ryman Football League". isthmian.co.uk. Ryman Football League. Truy cập ngày 3 tháng 8 năm 2009.
- "Isthmian League History". fchd.info. Football Club History Database. Truy cập ngày 3 tháng 8 năm 2009.